# Tigran Petrosians schackhus

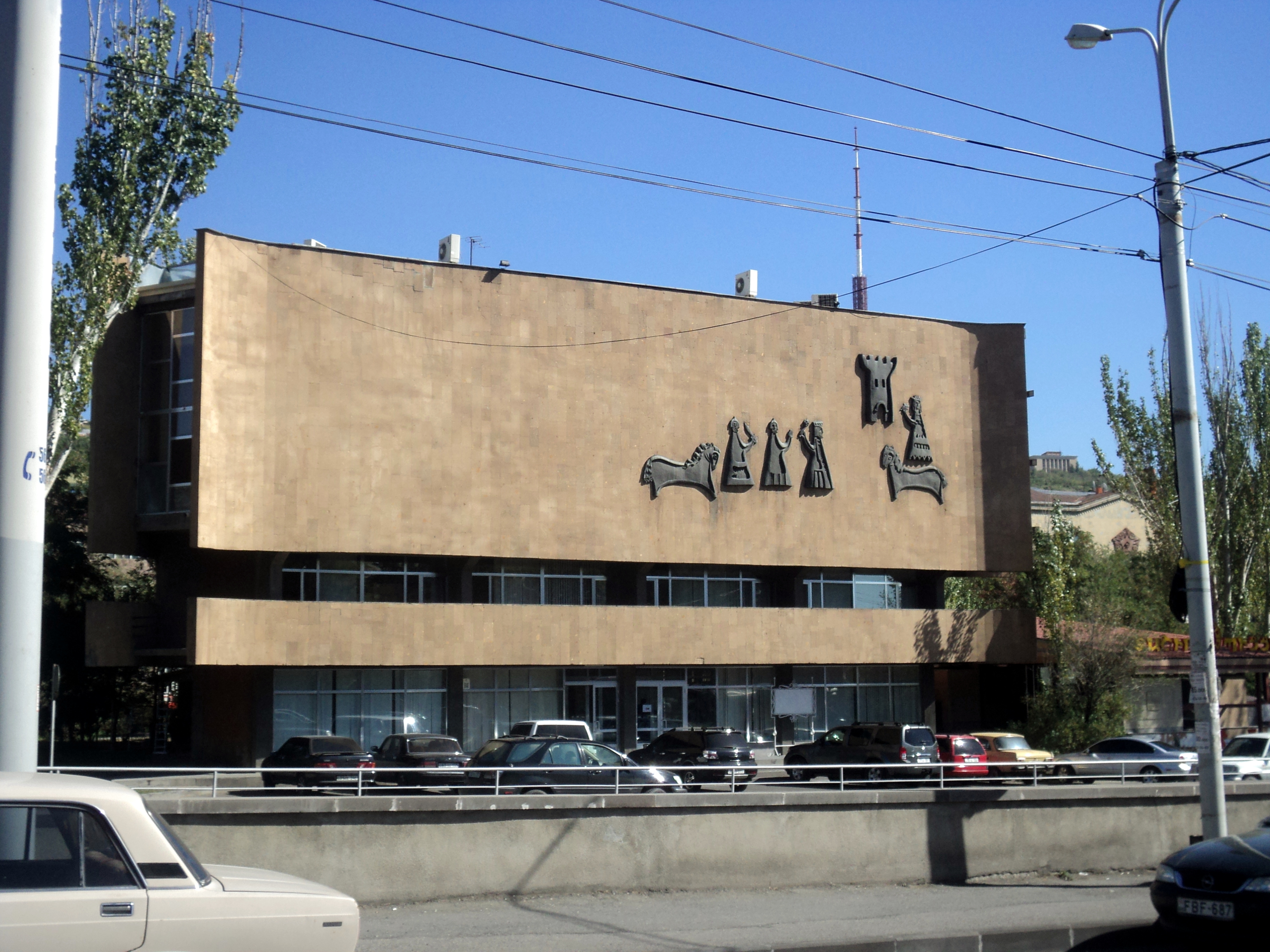
Tigran Petrosians schackhus

Tigran Petrosians schackhus (armeniska: Տիգրան Պետրոսյանի անվան շախմատի տուն: Tigran Petrosiani anvan sjachmati tun), officiellt Centrala schackspelshuset namngivet efter Tigran Petrosian är ett centrum för schackspel i Jerevan i Armenien. Det öppnades 1970, grundstenen lades av den tidigare schackvärldsmästaren Tigran Petrosian, efter hans tidiga 1984 bortgång omdöptes huset till hans minne.  
Schackhuset ligger i Ringparken vid Chandzjiangatan i distriktet Kentron och är också lokal för Jerevans schackskola, som öppnades 1971. I huset finns också bland annat den 2002 bildade Armeniens schackakademi samt Armeniens schackfederation.
Utanför schackhuset finns en staty över Tigran Petrosian, som skapats av Ara Sjiraz och restes 1989.
Byggnaden har klassificerats som byggnadsminne av Jerevans stad.